# Solenostomus cyanopterus
Solenostomus cyanopterus Bleeker, 1854 è un pesce di mare appartenente alla famiglia Solenostomidae, diffuso nell'oceano Indiano e nel Pacifico.

## Descrizione
Raggiunge una lunghezza di 17 cm.

## Biologia
La femmina di questa specie custodisce le uova in una borsa sul petto formata dalle pinne ventrali.

## Distribuzione e habitat
L'areale della specie va dal mar Rosso e dall'Africa orientale fino alle isole Figi, al Giappone e alle coste settentrionali dell'Australia.